# هيروشي ناكاجيما (مبارز بالسيف)
هيروشي ناكاجيما (باليابانية: 中嶋寛) هو مبارز بالسيف ياباني، ولد في 21 سبتمبر 1943.

## وصلات خارجية
- هيروشي ناكاجيما على موقع أوليمبيديا (الإنجليزية)